# Matteo Siorpaes
Matteo Siorpaes (Pieve di Cadore, 12 luglio 1988) è un giocatore di curling italiano di Cortina d'Ampezzo.

## Carriera sportiva

### Nazionale
Il suo esordio con la nazionale italiana junior di curling è stato il challeng europeo junior (european junior challenge) nel 2008 a Praga, in Repubblica Ceca. In quell'occasione l'Italia si qualifica al settimo posto, escludendosi così la possibilità di disputare i campionati mondiali junior di curling.
CAMPIONATI
Nazionale junior:
- Challege europeo junior
  - 2008 Praga ( Rep. Ceca) 7° (17° ranking mondiale)

### Campionati italiani
Matteo ha preso parte ai campionati italiani di curling inizialmente con il Curling Club Tofane poi con il Curling Club Dolomiti e il Curling Club Tre Cime ed è stato quattro volte campione d'Italia, oltre ai campionati assoluti Matteo ha vinto tre titoli italiani nelle categorie giovanili (esordienti e ragazzi).
- Italiani junior:
  - 2006  con Davide Michielli, Giorgio Da Rin, Lorenzo Olivieri e Alessandro Baldisserra (Curling Club Tofane)
  - 2007  con Davide Michielli, Giorgio Da Rin, Lorenzo Olivieri e Alberto Alverà (Curling Club Tofane)
  - 2008  con Davide Michielli, Giorgio Da Rin e Alberto Alverà (Curling Club Dolomiti)
  - 2010  con Alberto Alverà, Giorgio Da Rin, Timothy Hepp e Gianluca Menardi (Curling Club Dolomiti)
- Italiani assoluti:
  - 2008  con Gianpaolo Zandegiacomo, Marco Mariani, Alessandro Zisa e Giorgio Da Rin (Curling Club Dolomiti)
  - 2009  con Davide Zandegiacomo, Diego Bombassei e Valter Bombassei (Curling Club Tre Cime)
- Italiani misti:
  - 2007

## Discendenza
Matteo è nipote dei bobbisti olimpionici Sergio Siorpaes e Gildo Siorpaes e discendente delle guide alpine Santo Siorpaes e Giovanni Siorpaes